# I Got It from My Mama
I Got It from My Mama is een nummer van de Amerikaanse Black Eyed Peas-rapper Will.i.am uit 2007. Het is de eerste single van zijn derde soloalbum Songs About Girls.
Het nummer werd in Europa en Noord-Amerika een bescheiden hitje. Het haalde de 31e positie in de Amerikaanse Billboard Hot 100. In de Nederlandse Top 40 haalde het de 19e positie, en in de Vlaamse Ultratop 50 de 46e.